# Prominent!
Prominent! ist ein deutsches Boulevardmagazin bei VOX. Sendetermin war wochentags um 20:00 Uhr und ist sonntags gegen 23:30 Uhr.

## Konzept
Die wochentägliche 15-minütige Sendung ist nach folgendem Schema aufgebaut: Zunächst wird ein Aufmacher gezeigt, es folgen Kurzmeldungen aus dem Boulevard-Bereich und zuletzt eine Top-5-Rangliste mit aktuellen Phänomenen unter Prominenten (z. B. die „Top-5 der geplatzten Promi-Ehen“).
Moderatorin Constanze Rick sprach während der Sendung aus dem Off und wurde gezeigt, während sie Eintragungen in ihrem Notebook bzw. Tagebuch vornahm. Der Inhalt der Sendung wird als eine Art persönlicher Reflexion der aktuellen Geschehnisse aus der Welt der High Society dargestellt.

## Moderation
Auf die Moderation von Constanze Rick folgten im März 2015 die Moderatoren David Modjarad und Rabea Schif. Seit 18. Januar 2016 moderierte Amiaz Habtu die Sendung im Wechsel mit Rabea Schif. Von Oktober 2016 bis Dezember 2019 moderierte Habtu die Sendung im Wechsel mit Nina Bott. Von Dezember 2017 bis Oktober 2018 gehörte auch Nova Meierhenrich zum Moderatorenteam. Ihre Nachfolgerin wurde im Dezember 2018 Laura Dahm. Im Dezember 2019 moderierte Nina Bott zum letzten Mal das Magazin. Seither präsentierten Amiaz Habtu und Laura Dahm das Magazin im Wechsel. Im September 2021 wurde bekannt, dass Amiaz Habtu das Magazin Ende 2021 verlassen wird. Die Nachfolge Habtus übernahm im Januar 2022 Amira Aly.
| Moderator/in          | Jahre                          |
| --------------------- | ------------------------------ |
| Aktuelle Moderatoren  |                                |
| Laura Dahm            | seit Dezember 2018             |
| Ehemalige Moderatoren |                                |
| Constanze Rick        | September 2006 bis März 2015   |
| David Modjarad        | März 2015 bis Januar 2016      |
| Rabea Schif           | März 2015 bis Oktober 2016     |
| Nova Meierhenrich     | Dezember 2017 bis Oktober 2018 |
| Nina Bott             | Oktober 2016 bis Dezember 2019 |
| Amiaz Habtu           | Januar 2016 bis Dezember 2021  |
| Amira Aly             | Januar 2022 bis Dezember 2024  |

## Ausstrahlung und Einschaltquoten
Die erste Folge vom 21. September 2006 um 22:15 Uhr verfolgten insgesamt 1,03 Millionen Zuschauer bei 5,0 Prozent Marktanteil. In der werberelevanten Zielgruppe sahen 660.000 Zuschauer bei 7,1 Prozent Marktanteil zu.
Nach mehreren Probeläufen im Verlauf des Jahres 2019 wurde im Februar 2020 die tägliche Ausgabe aufgrund schlechter Einschaltquoten eingestellt. Seither wird das Magazin nur noch sonntags ausgestrahlt. Von Mai bis Dezember 2020 wurde das Magazin auch dienstags ausgestrahlt.